# Патена

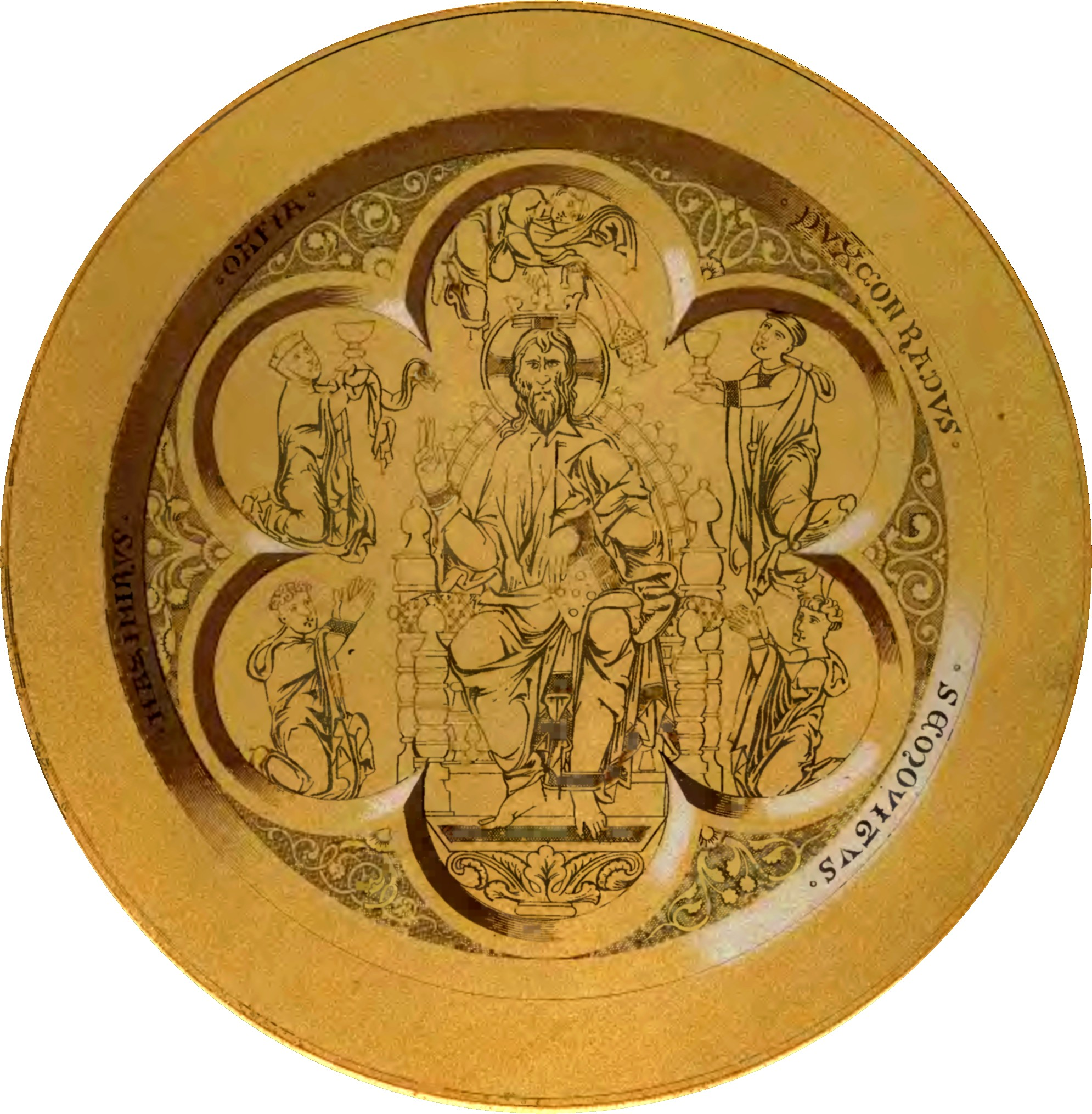
Патена XIII століття

Патена (лат. patena, «миска») — в католицькій церкві латинського обряду один із елементів релігійного начиння. Це неглибока тарілка, яка використовується під час літургії для зберігання й освячення євхаристійного хліба.
Згідно з літургійним тлумаченням патена символізує Вифлеємські ясла, а також труну, в якій було поховано тіло Ісуса Христа. Поверхня патени прикрашена зображеннями сцен з Нового Завіту.
Під час меси і освячення Святих Дарів патена, наповнена гостіями, встановлюється на корпоралі. Існує ще один вид патени, яка має ручку, за яку служебник під час причастя підтримує її під бородою особи, яка причащається, щоб крихти Тіла Христового не могли просипатися на підлогу.
За католицькими канонами священні посудини повинні бути виготовлені з дорогоцінного металу. Якщо вони виготовлені з металу, який іржавіє, або з металу, менш дорогоцінного за золото, вони, як правило, повинні бути позолочені зсередини.
Аналогічний патені літургійний посуд у візантійському обряді називається дискос. Дискос відрізняється від патени наявністю масивної ніжки з потовщенням посередині, щоб зручніше було тримати його в руці.